# Île de Tombo
Île de Tombo är en tidigare ö i Guinea.   På ön grundades staden Conakry.